# Vieux-Thann
Vieux-Thann település Franciaországban, Haut-Rhin megyében. Lakosainak száma 2874 fő (2022. január 1.). Vieux-Thann Thann, Steinbach, Cernay, Leimbach és Aspach-Michelbach községekkel határos.

## Népesség
A település népessége az elmúlt években az alábbi módon változott:
| Lakosok száma | 2979 | 2898 | 2903 | 2843 | 2825 | 2815 | 2836 | 2855 | 2874 |
|               | 2013 | 2015 | 2016 | 2017 | 2018 | 2019 | 2020 | 2021 | 2022 |